# Fauna Europaea
Fauna Europaea är en databas med de vetenskapliga namnen och utbredning av alla levande flercelliga land- och sötvattendjur i Europa. Den finansierades till att börja med av Europeiska unionen och sköts av Museum für Naturkunde i Berlin.